# Gerald Brenan
Gerald Brenan   (Sliema, 7 d'abril de 1894 - Alhaurín el Grande, 19 de gener de 1987) va ser un periodista, corresponsal de guerra, escriptor i hispanista britànic. Pertanyia al Grup de Bloomsbury. Destaquen els seus escrits sobre la Guerra Civil espanyola, de la qual va ser testimoni. El 1982 va rebre l'Excel·lentíssim Orde de l'Imperi britànic.
Manté molts paral·lelismes biogràfics amb dos escriptors britànics de la seva generació: George Orwell, John Langdon-Davies o Robert Graves. Al contrari d'aquests, que van escriure sobretot sobre Catalunya i Mallorca, Brenan ho va fer principalment sobre Andalusia. També el desmarca dels anteriors la seva imparcialitat "sorprenent", segons Paul Preston, en explicar els fets que observa i viu. Les seves obres més conegudes són The Spanish Labyrinth (1943) i South from Granada: Seven Years in an Andalusian Village (1957).

## Biografia
Va viure a la Xina i va preparar-se per a ser policia a l'Índia, però abans de poder-ho ser va esclatar la Primera Guerra mundial i va anar a lluitar al front francès contra els alemanys. L'any 1919 va anar a Granada, on hi va tornar a temporades durant els anys vint. El 1929 va anar a Sevilla, el 1933 a Granada i el 1934 a Màlaga. Va fugir del país durant la Guerra Civil i no va tornar a Espanya fins al 1953, quan va establir-se en un poble de la província de Màlaga fins a la seva mort.

## Obra
- Jack Robinson. A Picaresque Novel (1933) com a George Beaton
- Doctor Partridge's Almanack for 1935 (1934) com a George Beaton
- Shanahan's Old Shebeen, or The Mornin's Mornin' (1940)
- The Spanish Labyrinth: An Account of the Social and Political Background of the Civil War (1943)
- The Spanish Scene (1946) Current Affairs No.7
- The Face of Spain (1951)
- The Literature of the Spanish People - From Roman Times to the Present Day (1951)
- South From Granada: Seven Years in an Andalusian Village (1957)
- A Holiday by the Sea (1961)
- A Life of One's Own: Childhood and Youth (1962)
- The Lighthouse Always Says Yes (1966)
- St John of the Cross: His life and Poetry (1973) amb Lynda Nicholson
- A Personal Record, 1920-1972 (1975)
- The Magnetic Moment; Poems (1978)
- Thoughts in a Dry Season: A Miscellany (1978)
- "The Lord of the Castle and his Prisoner. He. Intended as an Autobiographical Sequence of Thoughts" (2009)

## Filmografia
No va filmar cap pel·lícula, però d'altres ho han fet basant-se en la seva obra, com per exemple el film Carrington (1995), sobre la vida de Dora Carrington, que inclou el seu viatge a Espanya per a visitar Brenan, i especialment Al sud de Granada (2003), de Fernando Colomo, protagonitzada per Matthew Goode i Emma Thompson i que va estar nominada a nou premis Goya, dels quals va guanyar un.